# 1/10 (số)
{\displaystyle {\frac {1}{10}}} (một phần mười) là một phân số tối giản và cũng là một phân số thập phân và là kết quả của phép tính 1 chia cho 10 hoặc là kết quả của bất kỳ số nào chia cho một số gấp mười lần nó. Nhân một phần mười tức là chia cho mười.